# Liste der Baudenkmäler in Wallersdorf
Auf dieser Seite sind die Baudenkmäler in dem niederbayerischen Markt Wallersdorf zusammengestellt. Diese Tabelle ist eine Teilliste der Liste der Baudenkmäler in Bayern. Grundlage ist die Bayerische Denkmalliste, die auf Basis des Bayerischen Denkmalschutzgesetzes vom 1. Oktober 1973 erstmals erstellt wurde und seither durch das Bayerische Landesamt für Denkmalpflege geführt wird. Die folgenden Angaben ersetzen nicht die rechtsverbindliche Auskunft der Denkmalschutzbehörde.

## Baudenkmäler nach Ortsteilen

### Wallersdorf
| Lage                              | Objekt                                                    | Beschreibung | Akten-Nr.     | Bild                                                      |
| --------------------------------- | --------------------------------------------------------- | --- | ------------- | --------------------------------------------------------- |
| Bachstraße 21 (Standort)          | Kapelle                                                   | kleiner Satteldachbau, zweite Hälfte 19. Jahrhundert; mit Ausstattung | D-2-79-137-2  | Kapelle                                                   |
| Bahnhofstraße 11 (Standort)       | Villa                                                     | zweigeschossiger Jugendstilbau mit konvex ausgebildetem Schopfwalm, Erker und seitlichem Vorbau mit Säulen, Fassade mit Stuckdekor, bezeichnet 1912                                                                               | D-2-79-137-3  | Villa                                                     |
| Deggendorfer Straße 18 (Standort) | Friedhofskapelle                                          | neuromanisch-neugotischer Blankziegelbau mit Dachreiter, um 1860/80; mit Ausstattung | D-2-79-137-4  | Friedhofskapelle                                          |
| Kirchgasse 16 (Standort)          | Skulptur                                                  | Schutzengel aus Stein, 1920/30; im Garten | D-2-79-137-5  | Skulptur                                                  |
| Marktplatz 1 (Standort)           | Wohnhaus und Gasthaus                                     | zweigeschossiger Traufseitbau mit Putzgliederung und Rundbogenfenstern, erste Hälfte 19. Jahrhundert | D-2-79-137-6  | Wohnhaus und Gasthaus                                     |
| Marktplatz 16 (Standort)          | Katholische Pfarrkirche St. Johann Baptist und Johann Ev. | neugotischer Blankziegelbau mit Südturm, errichtet nach Plänen von Leonhard Schmidtner, 1854, Turm im Unterbau romanisch, Obergeschosse 18. Jahrhundert; mit Ausstattung; Gedenkstein für aufgelassenen Friedhof, bezeichnet 1907 | D-2-79-137-10 | Katholische Pfarrkirche St. Johann Baptist und Johann Ev. |
| Plattlinger Straße 22 (Standort)  | Bauernhaus                                                | eingeschossiger, teilweise verputzter Blockbau mit Steilsatteldach, Kniestock und Giebelschrot, im Kern Mitte 18. Jahrhundert | D-2-79-137-11 | Bauernhaus                                                |
| Sebastianiwiesen (Standort)       | Kapelle St. Sebastian                                     | kleiner Saalbau mit Westturm, erbaut 1638; mit Ausstattung | D-2-79-137-12 | weitere Bilder                                            |

### Altenbuch
| Lage                     | Objekt                             | Beschreibung                                                                      | Akten-Nr.     | Bild           |
| ------------------------ | ---------------------------------- | --------------------------------------------------------------------------------- | ------------- | -------------- |
| Dorfplatz 5 (Standort)   | Katholische Pfarrkirche St. Rupert | Saalbau mit Südturm, Neubau 1765; mit Ausstattung                                 | D-2-79-137-13 | weitere Bilder |
| Thaler Straße (Standort) | Wegkapelle                         | kleiner Satteldachbau mit Gewölbe, zweite Hälfte 18. Jahrhundert; mit Ausstattung | D-2-79-137-43 | Wegkapelle     |

### Brunnberg
| Lage                       | Objekt            | Beschreibung                         | Akten-Nr.    | Bild |
| -------------------------- | ----------------- | ------------------------------------ | ------------ | ---- |
| Oberdorfer Feld (Standort) | Kapellenbildstock | Mitte 19. Jahrhundert; an der Straße | D-2-79-137-1 | BW   |

### Ettling
| Lage                                                            | Objekt                                        | Beschreibung | Akten-Nr.     | Bild                                          |
| --------------------------------------------------------------- | --------------------------------------------- | --- | ------------- | --------------------------------------------- |
| Auf der Leiten 1 (Standort)                                     | Ehemaliges Wirtsgut und Bauernhaus            | zweigeschossiger Blockbau mit Flachsatteldach, 18. Jahrhundert, verputzte Giebelseite mit bäuerlicher Stuckdekoration erste Hälfte 19. Jahrhundert                                                                 | D-2-79-137-16 | Ehemaliges Wirtsgut und Bauernhaus            |
| Auf der Leiten 6 (Standort)                                     | Ehemaliges Kleinbauernhaus und Kramergütl     | zweigeschossiger Blockbau mit Flachsatteldach und Traufschrot, teilweise ausgemauert, zweite Hälfte 18. Jahrhundert, teilweise erneuert                                                                            | D-2-79-137-18 | Ehemaliges Kleinbauernhaus und Kramergütl     |
| Auf der Leiten 10 (Standort)                                    | Ehemaliges Kleinbauernhaus und Weberanwesen   | zweigeschossiger Blockbau mit Satteldach und Traufschrot, Ende 17. Jahrhundert | D-2-79-137-19 | Ehemaliges Kleinbauernhaus und Weberanwesen   |
| Burgäcker, nordöstlich an der Straße nach Oberpöring (Standort) | Bildstock                                     | Christus in der Rast, Holzskulptur in bassgeigenförmigem Bildhäuschen, zweite Hälfte 18. Jahrhundert, auf modernem Betonpfeiler                                                                                    | D-2-79-137-26 | Bildstock                                     |
| Kirchenweg 3 (Standort)                                         | Ehemaliger Amtshof des Klosters Niederaltaich | Flachsatteldachbau mit Blockbau-Obergeschoss, beidseitig zwei Giebelschrote, 1778, Ausmauerung des Erdgeschosses um 1900                                                                                           | D-2-79-137-20 | Ehemaliger Amtshof des Klosters Niederaltaich |
| Kirchenweg 4 (Standort)                                         | Ehemaliges Pfarrhaus                          | zweigeschossiger Mansardwalmdachbau, 1780 | D-2-79-137-21 | Ehemaliges Pfarrhaus                          |
| Kirchenweg 6 (Standort)                                         | Katholische Pfarrkirche St. Alban             | Saalbau mit westlich angesetzter Eingangshalle, Sakristei und Nordturm, Neubau von Dominico Mazio (Dominikus Magzin), 1719; mit Ausstattung; Friedhofsportal, Triumphbogen mit gestuften Pilastervorlagen, um 1780 | D-2-79-137-22 | weitere Bilder                                |
| Sederweg 2 (Standort)                                           | Bauernhaus eines Vierseithofes                | Flachsatteldachbau mit Blockbau-Obergeschoss und zwei Giebelschroten, zweite Hälfte 18. Jahrhundert | D-2-79-137-25 | Bauernhaus eines Vierseithofes                |

### Haidenkofen
| Lage                      | Objekt                    | Beschreibung                                                                                              | Akten-Nr.     | Bild           |
| ------------------------- | ------------------------- | --- | ------------- | -------------- |
| Haidenkofen 33 (Standort) | Ehemaliges Hofmarkschloss | zweigeschossiger Walmdachbau mit Blockbau-Obergeschoss, wohl 17./18. Jahrhundert                          | D-2-79-137-27 | weitere Bilder |
| In Haidenkofen (Standort) | Kapelle St. Achatius      | historisierender Satteldachbau mit Dachreiter, erbaut 1886 anstelle einer Schlosskapelle; mit Ausstattung | D-2-79-137-28 | weitere Bilder |

### Haidlfing
| Lage                               | Objekt                                    | Beschreibung | Akten-Nr.     | Bild           |
| ---------------------------------- | ----------------------------------------- | --- | ------------- | -------------- |
| Haidenkofener Straße 22 (Standort) | Kapelle St. Antonius von Padua            | kleiner Saalbau mit Dachreiter, erbaut 1702; mit Ausstattung                                                                                                | D-2-79-137-29 | weitere Bilder |
| Pfarrer-Moser-Platz 6 (Standort)   | Katholische Pfarrkirche St. Laurentius    | neobarocke Saalkirche mit Nordturm, Chor von 1600, 1688 Kapellenanbau, Turm von Dominico Mazio (Dominikus Magzin) 1698, Langhaus 1922–1924; mit Ausstattung | D-2-79-137-32 | weitere Bilder |
| Stifterstraße 7 (Standort)         | Bauernhaus eines ehemaligen Dreiseithofes | Satteldachbau mit Blockbau-Obergeschoss und Traufschrot, zweite Hälfte 18. und Mitte 19. Jahrhundert                                                        | D-2-79-137-34 | BW             |

### Lindhof
| Lage                 | Objekt      | Beschreibung                    | Akten-Nr.     | Bild |
| -------------------- | ----------- | ------------------------------- | ------------- | ---- |
| Lindhof 1 (Standort) | Taubenkobel | gemauert, Mitte 19. Jahrhundert | D-2-79-137-35 | BW   |

### Meisternthal
| Lage                       | Objekt                                | Beschreibung                                                                                    | Akten-Nr.     | Bild |
| -------------------------- | ------------------------------------- | ----------------------------------------------------------------------------------------------- | ------------- | ---- |
| In Meisternthal (Standort) | Katholische Filialkirche St. Nikolaus | kleine Saalkirche mit geradem Chorschluss und Westturm, spätes 13. Jahrhundert; mit Ausstattung | D-2-79-137-37 | BW   |

### Moosfürth
| Lage                           | Objekt                                     | Beschreibung | Akten-Nr.     | Bild |
| ------------------------------ | ------------------------------------------ | --- | ------------- | ---- |
| Laillinger Straße 3 (Standort) | Katholische Filialkirche Unsere Liebe Frau | Saalkirche mit eingezogenem Chor und Südturm, erbaut im 13./14. Jahrhundert, spätgotisch verändert, Westanbau (Allerseelenkapelle) 18. Jahrhundert; mit Ausstattung; Friedhofsmauer mit Tor, wohl 18. Jahrhundert | D-2-79-137-38 | BW   |

### See
| Lage              | Objekt                             | Beschreibung | Akten-Nr.     | Bild           |
| ----------------- | ---------------------------------- | --- | ------------- | -------------- |
| See 10 (Standort) | Katholische Filialkirche Hl. Kreuz | spätromanischer Saalbau mit Dachreiter und eingezogenem geraden Chorschluss, 2. Hälfte 13. Jahrhundert, Dachreiter 1769; mit Ausstattung | D-2-79-137-40 | weitere Bilder |

## Ehemalige Baudenkmäler
In diesem Abschnitt sind Objekte aufgeführt, die früher einmal in der Denkmalliste eingetragen waren, jetzt aber nicht mehr. Objekte, die in anderem Zusammenhang – also z. B. als Teil eines Baudenkmals – weiter eingetragen sind, sollen hier nicht aufgeführt werden. Aktennummern in diesem Abschnitt sind ehemalige, jetzt nicht mehr gültige Aktennummern.

| Lage                                | Objekt                  | Beschreibung                                                                   | Akten-Nr.    | Bild                    |
| ----------------------------------- | ----------------------- | ------------------------------------------------------------------------------ | ------------ | ----------------------- |
| Wallersdorf Marktplatz 8 (Standort) | Wohn- und Geschäftshaus | zweigeschossiger Giebelbau mit Rundbogenfenstern, erste Hälfte 19. Jahrhundert | D-2-79-137-7 | Wohn- und Geschäftshaus |

## Abgegangene Baudenkmäler
In diesem Abschnitt sind Objekte aufgeführt, die früher einmal in der Denkmalliste eingetragen waren, jetzt aber nicht mehr existieren, z. B. weil sie abgebrochen wurden. Aktennummern in diesem Abschnitt sind ehemalige, jetzt nicht mehr gültige Aktennummern.

| Lage                                | Objekt                                   | Beschreibung                                                                                        | Akten-Nr.     | Bild                                     |
| ----------------------------------- | ---------------------------------------- | --------------------------------------------------------------------------------------------------- | ------------- | ---------------------------------------- |
| Altenbuch Hauptstraße 17 (Standort) | Bauernhaus eines ehemaligen Dreiseithofs | teilverputzter Blockbau mit Flachsatteldach, Giebel- und Traufschrot, im Kern Mitte 17. Jahrhundert | D-2-79-137-15 | Bauernhaus eines ehemaligen Dreiseithofs |